# Струнный квартет № 2 (Шостакович)
Струнный квартет № 2 Ля мажор, соч. 68, написанный Дмитрием Шостаковичем в 1944 году в Иванове.
Квартет посвящён коллеге Виссариону Шебалину.
Второй струнный квартет, произведение спокойное, бесконфликтное, по своему строению близко приближается к сюите, а его части снабжены названиями: Увертюра, речитатив и романс, вальс, тема с вариациями.

## Исполнение квартета
Премьера состоялась 14 ноября 1944 года, в Ленинграде. Исполнял произведение Квартет имени Бетховена.

## Строение квартета
Квартет состоит из четырёх частей:
- 1. Увертюра: Moderato con moto
- 2. Речитатив и романс: Adagio
- 3. Вальс: Allegro
- 4. Тема с вариациями: Adagio